# 下一個奇蹟
《下一个奇迹》是一部2012年上映的中国大陆都市传记片，由上海共创文化传播有限公司和北京盟将威影视文化有限公司联合出品，盟将威影视负责发行，并由台湾女导演卓立执导，秦昊、刘诗诗、莫小棋领衔主演。影片根据亚洲著名演说家梁凯恩的真实创业事迹改编，讲述了饱受忧郁症困扰的男主人公为改变命运而激励自己努力奋斗，最终实现人生梦想的故事。
本片于2010年10月1日在杭州正式开机，期间转战上海取景拍摄，同年11月28日杀青关机。影片初定于2011年9月上映，后正式定档至2012年3月31日在中国大陆公映。

## 人物角色
- 秦昊 - 梁海恩/洛基
- 莫小奇 - May
- 劉詩詩 - 李佳怡
- 樸熙植 - 浩哲
- 楊祐寧 - 國楷
- 唐振剛 - 行遠
- 呂曉霖 - 梁凱惠
- 石修 - 陳總裁
- 張國柱 - 梁父

## 票房
影片的首周两天票房为27万元，至4月22日累计236万元。

## 備註
1. ↑  . 广电总局官网. 2011-08-23  [2015-02-24]. （原始内容存档于2014-11-14）.
2. 1 2  . 新华网. 2011-05-29  [2015-02-24]. （原始内容存档于2015-02-24）.
3. ↑  . 艺恩网.   [2015-02-24]. （原始内容存档于2015-09-23）.
4. ↑  . 新浪娱乐. 2012-04-01  [2015-02-24]. （原始内容存档于2020-10-03）.
5. ↑  . 新浪娱乐. 2010-10-03  [2013-10-15]. （原始内容存档于2020-10-03）.
6. ↑  . 2010-11-08  [2015-02-24]. （原始内容存档于2020-11-03）.
7. ↑  . 新浪娱乐. 2010-12-31  [2015-02-24]. （原始内容存档于2020-10-03）.
8. ↑  . 2011-01-12.
9. ↑  . 腾讯娱乐. 2012-03-16  [2015-02-24]. （原始内容存档于2020-11-07）.
10. ↑  . 新浪娱乐. 2012-03-31  [2015-02-24]. （原始内容存档于2020-10-03）.
11. ↑  . 2012-04-06  [2013-12-12]. （原始内容存档于2013-12-12）.
12. ↑  . 2012-04-24  [2013-12-12]. （原始内容存档于2013-12-12）.